# 33633 Strickland
33633 Strickland è un asteroide della fascia principale. Scoperto nel 1999, presenta un'orbita caratterizzata da un semiasse maggiore pari a 2,7763113 UA e da un'eccentricità di 0,1635941, inclinata di 7,37993° rispetto all'eclittica.